# Pteris elmeri
Pteris elmeri là một loài dương xỉ trong họ Pteridaceae. Loài này được Christ ex Copel. mô tả khoa học đầu tiên năm 1952.
Danh pháp khoa học của loài này chưa được làm sáng tỏ. 